# Wyścigowe Samochodowe Mistrzostwa Polski 2024
Sezon 2024 był sześćdziesiątym ósmym sezonem Wyścigowych Samochodowych Mistrzostw Polski.

## Kalendarz
Podobnie jak w sezonie 2023, organizatorzy zorganizowali pięć rund z dwoma wyścigami typu Sprint i jednym Endurance. Na terenie Polski, organizatorem wyścigów był Automobilklub Wielkopolski. Tor Slovakiaring jako miejsce zagranicznej rundy mistrzostw, w sezonie 2024 zastąpił estoński tor Audru Ring.
| Runda | Data           | Tor        | Miejsce |
| ----- | -------------- | ---------- | ------- |
| 1–2   | 17-19 maja     | Tor Poznań | Poznań  |
| 3–4   | 21-24 czerwca  | Tor Poznań | Poznań  |
| 5–6   | 19-21 lipca    | Tor Poznań | Poznań  |
| 7–8   | 16–18 sierpnia | Audru Ring | Parnawa |
| 9–10  | 20-21 września | Tor Poznań | Poznań  |